# 阿马罗·帕尔戈
阿马罗·帕尔戈（西班牙語：Amaro Pargo，1678年5月3日—1747年10月4日），真名為阿马罗·罗德里格斯-费利佩·特赫拉·馬查多（西班牙語：Amaro Rodríguez-Felipe y Tejera Machado），是一位著名的西班牙海盜。

## 生平
阿馬羅·帕尔戈生於西班牙圣克里斯托瓦尔-德拉拉古纳。他在開始經商後參與奴隸貿易，在進行奴隸貿易的過程中，他使用不人道的手段來運送奴隸（雖然這在當時很常見）。這些奴隸的去處則是加勒比地区或是加那利群島的一些糖廠中的種植園。    
後來，阿馬羅·帕尔戈甚至成為加那利群島的首富。他與瑪麗亞·德萊昂，一名天主教修女和神秘主義者交情甚好，並且目睹許多她行使過的奇跡。1725年1月25日，他在馬德里成為一名伊達爾戈（貴族）。
在他的時代，阿馬羅·帕尔戈享有的美譽和名聲甚至與黑鬍子和法蘭西斯·德瑞克難分伯仲。 又因爲他在西班牙帝國與敵國的鬥爭中出力甚多，阿馬羅·帕尔戈被認爲是他那個時代的民族英雄。1747年10月4日，阿馬羅·帕尔戈在他的家鄉去世。隨後，他被安葬在當地的聖多明各修道院。